# Emballonura alecto
Emballonura alecto är en fladdermusart som först beskrevs av Joseph Fortuné Théodore Eydoux och Paul Gervais 1836.  Emballonura alecto ingår i släktet Emballonura och familjen frisvansade fladdermöss. IUCN kategoriserar arten globalt som livskraftig.
Inga underarter finns listade i Catalogue of Life. Wilson & Reeder (2005) skiljer mellan fyra underarter.
Arten är med en absolut längd av 57 till 63 mm, inklusive en 9 till 11 mm lång svans en liten fladdermus. Den har 44 till 49 mm långa underarmar, 6 till 8 mm långa bakfötter, 13 till 15 mm stora öron och en vikt av 5 till 8 g. Liksom hos andra frisvansade fladdermöss ligger en del av svansen utanför svansflyghuden. Kroppen är täckt av mörkbrun päls och flygmembranen är likaså mörk. I överkäken finns två framtänder på varje sida.
Denna fladdermus förekommer på Borneo, Filippinerna och Sulawesi samt på mindre öar i regionen. Habitatet utgörs av öppna skogar och landskap som angränsar till skogar, däribland jordbruksmark.
Individerna vilar i grottor, i bergssprickor och i tunnlar som skapades av människor. Arten jagar med hjälp av ekolokalisering.